# پرچم‌های سلطنتی پهلوی
پرچم‌های سلطنتی پهلوی مجموعه بنرها و پرچم‌های شخصی‌ و رسمی‌ شاهنشاه، شهبانو و ولیعهد ایران پهلوی بودند که در آغاز سال ۱۳۵۰ اتخاذ شدند. پرچم رسمی‌ شاه مرکب بود از یک زمینه آبی‌ کم‌رنگ که پرچمک ایران پهلوی در گوشه بالای سمت چپ قرار داشت و نشان خاندان پهلوی در وسط قرار گرفته بود. تاج پهلوی که برای تاج‌گذاری رضا شاه در سال ۱۳۰۵ درست شده بود در بالای نشان خاندان قرار گرفته بود. در نوار پایین نشان، شعار سلطنتی پهلوی بدین مضمون آمده بود: «مرا داد فرمود و خود داور است» یا به صورت دیگر: «او به من قدرت فرمان داد و خود قاضی است.»

## موارد

### بنرها

بنرهای سلطنتی پهلوی و پرچم‌های اولیه (طراحی سال ۱۹۲۶)
بنر شاه یک پرچم مربعی به رنگ آبی کم‌رنگ با تاج پهلوی در مرکز و یک پرچم شیر و خورشید کوچک در گوشه بالا سمت چپ که شامل پرچم سه‌رنگ ملی و نشان ملی (شیر و خورشید) بود.
بنر ولیعهد همان پرچم شاه، اما بدون نشان ملی در پرچمک در بالا سمت چپ بود.
بنر شاهپور (سایر شاهزادگان پسر) همان پرچم ولیعهد، اما بدون پرچمک و نشان ملی در بالا سمت چپ بود.

### پرچم‌ها

پرچم‌های سلطنتی (طراحی جدید از سال ۱۳۵۰)
پرچم رسمی شاهنشاه شامل یک زمیته آبی کم‌رنگ با پرچم ایران پهلوی در گوشه بالا سمت چپ و نشان شاهنشاهی دودمان پهلوی در مرکز بود. در بالای نشان، تاج پهلوی قرار داشت که در سال ۱۹۲۶ میلادی برای تاج‌گذاری رضا شاه ساخته شده بود. در نوار پایین نشان، شعار رسمی شاهنشاهی مرا داد فرمود و خود داور است ذکر شده است.
پرچم رسمی شهبانو[۲] همان پرچم شاهنشاه، اما با نشان متفاوت و مخصوص شهبانو (الهام‌گرفته از بازوبند طلایی بز و پرنده هما هخامنشی) در مرکز بود. در بالای نشان، تاج شهبانو قرار داشت.
پرچم رسمی ولیعهد همان پرچم شاهنشاه، اما با نشان متفاوت و مخصوص ولیعهد در مرکز بود.